# Edward Kołacz

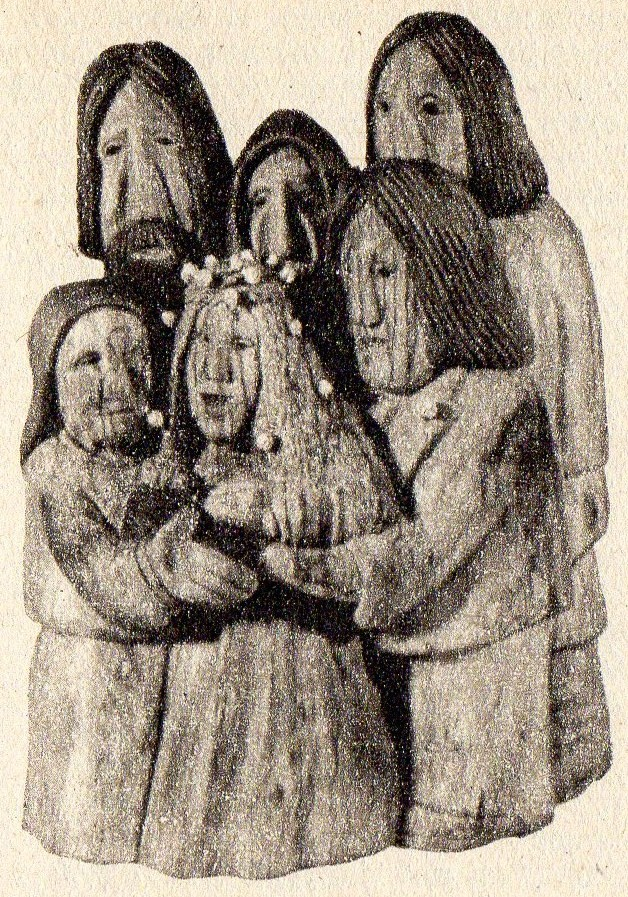
Wesele

Edward Kołacz (ur. 7 listopada 1909 w Zawierciu, zm. 20 stycznia 1991 w Szczecinie) – polski rzeźbiarz prymitywista. 

## Życiorys
Pochodził z rodziny robotniczej, a rodzice skierowali go na naukę zawodu szewca w wieku czternastu lat. Po nabyciu umiejętności szewskich założył własny warsztat. Po 1945 przeniósł się do Szczecina. Przebył ciężką chorobę (stan krytyczny) i operację żołądka wraz z zapaleniem otrzewnej, co uniemożliwiło mu powrót do zawodu szewca. Stan po chorobie spowodował u niego załamanie i brak wiary w przyszłość. Zaczął wówczas rzeźbić pierwsze figurki, używając szewskiego noża. Miał wówczas 51 lat. Wysoką wartość wykonywanych rzeźb dostrzegł jego syn - Jerzy, który był artystą malarzem. Wypromował on ojca, jako rzeźbiarza nieprofesjonalnego. W 1971 otrzymał Nagrodę Wojewódzkiej Rady Narodowej w Szczecinie za wybitne osiągnięcia w rozwoju kultury województwa szczecińskiego. W 1975 uhonorowano go Gryfem Szczecińskim, a w 1977 Nagrodą im. Oskara Kolberga za osiągnięcia rzeźbiarskie. W 1976 zdobył II nagrodę na konkursie Sienkiewicz i bohaterowie jego utworów (wyrzeźbił wówczas Zagłobę). 
Jego rzeźby prezentowano m.in. na I Triennale Plastyki Nieprofesjonalnej (Kraków - Szczecin - Warszawa, 1974) oraz na wystawach sztuki ludowej w: Warszawie (1967, 1968, 1977), Lublinie (1968), Płocku (1976), Siedlcach i Woli Okrzejskiej (1976), Paczkowie (1971) i Toruniu (1976). Miał też wystawy indywidualne, m.in. w Szczecinie i Warszawie, ale też w RFN, gdzie zwrócono uwagę na podobieństwo jego dzieł do rzeźb Ernsta Barlacha. Z synem wystawiał m.in. w Szczecinie (1967, 1970), Sztokholmie (1975), Ottawie i Toronto (1980-1981). Współpracował z Desą.

## Sztuka
Inspiracją dla rzeźb Kołacza były m.in. dzieła takich artystów jak Pieter Brueghel, Wit Stwosz i Tadeusz Makowski. W swoich rzeźbach podkreślał zwykle godność ludzką, zwłaszcza godność macierzyństwa i starości. Starość rozumiał jako sumę doświadczeń całego życia, ale też proces, w którym wyraża się nieuchronność procesów natury. Oprócz ludzi starszych i matek rzeźbił też inne postacie z ludowego wszechświata: dziadów proszalnych, komorników i chłopów, których znał z Białego Boru, gdzie często przebywał. Tematyka sakralna była u niego rzadsza, ale tworzył również w tym zakresie. Piękno artysta utożsamiał z harmonią i dojrzałością, a zatem interesowały go spracowane dłonie, twarze staruszków i dojrzałość postaci, które przeszły już przez większość swojego życia. Nie stosował wybujałej dekoracyjności, nie polichromował rzeźb, zwracał natomiast wiele uwagi na kształt, walor samego klocka drewna, rysunek słoi i sęków, czy też wybarwienie materiału, obecność kory, czy hub. Drewno nasączał tylko oliwą i pokostem (Jak patrzę na swoje rzeźby, to mi się nieraz bardziej podoba samo drewno, niż to co przedstawia). Z gatunków drewna wybierał przede wszystkim orzech, często głóg.